# Disturbo disforico premestruale
Il disturbo disforico premestruale (in lingua inglese premenstrual dysphoric disorder, PMDD) è una grave forma di sindrome premestruale che colpisce 3-8% delle donne. Il disturbo consiste in un "gruppo di sintomi affettivi, comportamentali e somatici" che si ripresentano mensilmente durante la fase luteale del ciclo mestruale. Il PMDD è stato aggiunto nella categoria dei disturbi depressivi del Manuale diagnostico e statistico dei disturbi mentali (DSM-5) nel 2013.

## Segni e sintomi
Come la sindrome premestruale, il disturbo disforico premestruale segue un modello ciclico prevedibile. I sintomi iniziano nella tarda fase luteale del ciclo mestruale (dopo l'ovulazione) e terminano poco dopo l'inizio delle mestruazioni. In media, i sintomi durano sei giorni ma possono iniziare fino a due settimane prima delle mestruazioni, quelli più intensi si verificano due giorni prima dell'inizio del ciclo mestruale. I sintomi dovrebbero cessare poco dopo l'inizio del periodo mestruale.
I sintomi nel PMDD possono essere sia fisici che emotivi, quelli legati all'umore sono comunque dominanti. I sintomi emotivi più debilitanti comprendono "irritabilità, tristezza, labilità emotiva, ansia, sentimenti di perdita di controllo, difficoltà di concentrazione e affaticamento". I sintomi fisici includono "gonfiore addominale, dolore al seno, mal di testa e dolori diffusi".

## Eziologia
L'eziologia del PMDD è ancora oggetto di ricerca attiva. Sebbene i cicli dei sintomi suggeriscono che le fluttuazioni ormonali possano essere la causa del disturbo, non è stato ancora possibile dimostrare uno squilibrio ormonale nelle donne con PMDD. Infatti, i livelli ormonali tra donne affette e non dal disturbo sono indistinguibili. Si è però ipotizzato che le donne con PMDD siano più sensibili ai normali livelli di fluttuazioni ormonali, in particolare di estrogeni e progesterone, ormoni che attivano eventi biochimici nel sistema nervoso responsabili dei sintomi premestruali. Sintomi che sono più predominanti nelle persone che hanno una predisposizione al disturbo.
La maggior parte degli psicologi deduce che questo disturbo sia causato sia da reazioni ai livelli ormonali che da caratteristiche genetiche. Esistono prove di ereditarietà dei sintomi premestruali, che suggerisce una componente genetica del disturbo disforico premestruale; tuttavia, non è ancora possibile determinate quali geni siano coinvolti. Anche lo stress ambientale ed eventi traumatici possono essere un fattore che contribuisce nella genesi del PMDD, dunque anche l'ambiente deve essere preso in considerazione come possibile causa.

## Diagnosi
I criteri diagnostici per il disturbo disforico premestruale sono forniti da diverse nosografie specializzate, in particolare il DSM-5 che ha stabilito sette criteri (A, B, C, D, E, F e G) per la diagnosi di PMDD.

## Trattamento

### Terapia farmacologica
In caso di sintomi gravi e debilitanti possono essere prescritti dei farmaci. I farmaci di prima scelta sono gli inibitori selettivi della ricaptazione della serotonina (SSRI). La Food and Drug Administration (FDA) ha approvato quattro SSRI per il trattamento del PMDD: fluoxetina, sertralina, paroxetina ed escitalopram ossalato. A differenza dei trattamenti per i disturbi depressivi, gli SSRI non devono essere assunti ogni giorno ma possono essere assunti solo nella fase luteale o durante i sintomi più marcati del PMDD. Questo perché coloro che rispondono positivamente agli SSRI di solito sperimentano sollievo dai sintomi entro 1-2 giorni. La somministrazione in fase luteale può essere iniziata 14 giorni prima delle mestruazioni e successivamente interrotta dopo l'inizio del flusso mestruale. Le persone che assumono SSRI nel trattamento del PMDD generalmente riportano una riduzione del 50% dei sintomi, un miglioramento significativo rispetto al gruppo trattato con placebo.
Sebbene meno studiati, anche gli SNRI hanno mostrato dei risultati positivi nel trattamento del PMDD. In uno studio clinico randomizzato e controllato condotto su donne con PMDD, il 60% delle persone che assumevano venlafaxina è migliorato rispetto al 35% del gruppo con placebo. Il miglioramento è stato notato durante il primo ciclo di trattamento con riduzione dei sintomi dell'80%.
Un altro trattamento approvato dalla FDA per il PMDD è il contraccettivo orale con etinilestradiolo e drospirenone, un nuovo progestinico. L'idea alla base dell'utilizzo di contraccettivi orali è quella di sopprimere l'ovulazione controllando le fluttuazioni dell'ormone sessuale durante la fase luteale.
Un altro trattamento, tipicamente usato quando non vi sono stati risultati positivi con altri trattamenti, è l'iniezione di un agonista dell'ormone di rilascio delle gonadotropine. Questi farmaci creano una condizione temporanea simile alla menopausa indotta da farmaci.

### Psicoterapia
La terapia cognitivo-comportamentale (CBT) ha dimostrato di essere efficace nel trattamento del PMDD ed è consigliata come coadiuvante del trattamento con SSRI. La CBT è un approccio terapeutico evidence-based per il trattamento della depressione e si focalizza sul legame tra umore, pensieri e azioni al fine di aiutare i pazienti a risolvere problemi e sintomi attuali. I risultati di alcuni confronti tra gruppi di soggetti trattati con CBT e gruppi trattati con CBT più SSRI o solo con SSRI, hanno mostrato che i gruppi trattati con CBT hanno avuto un significativo miglioramento dei sintomi della sindrome premestruale. Attraverso la pratica della CBT, i pazienti sono maggiormente in grado di riconoscere e modificare le problematiche ricorrenti così come i modelli di pensiero e comportamento che interferiscono con il buon funzionamento dell'individuo o che peggiorano i sintomi depressivi.

### Chirurgia
Quando i trattamenti farmacologici sono inefficaci o producono effetti collaterali significativi, la rimozione delle ovaie mediante ovariectomia può produrre una cura immediata e permanente. Tipicamente, l'utero viene rimosso durante lo stesso intervento chirurgico e alla donna viene prescritto un cerotto a basso dosaggio di estrogeni per ridurre i sintomi prodotti dalla menopausa chirurgicamente indotta.

### Altro
Alcuni integratori alimentari hanno dimostrato di contribuire ad alleviare i sintomi del PMDD. Nel 1998, uno studio randomizzato controllato con placebo di 720 persone con PMDD ha rilevato che il carbonato di calcio mostrava una riduzione dei sintomi del 50%, rispetto a una riduzione del 30% nel gruppo di controllo.